# Delia Steinberg Guzmán
Delia Steinberg Guzmán (n. 7 ianuarie 1943, Buenos Aires, Argentina – d. 15 august 2023, Spania) a fost o muziciană, scriitoare și, începând cu anul 1991, Președinte Internațional al Noii Acropole, organizație internațională cu caracter filosofic, cultural și social. 
S-a născut la Buenos Aires, Argentina, în 7 ianuarie 1943, obținând cetățenia spaniolă în 1975. 
Pentru activitatea sa în calitate de director al Organizației Internaționale Noua Acropolă a primit, în 1980, Medalia de Argint în Arte, Științe și Litere din partea Societății Academice pentru Educație și Încurajare, patronată de Academia Franceză.

## Biografie
Și-a început studiile muzicale în copilărie, absolvind la 17 ani Conservatorul Național de Muzică din Buenos Aires cu titlul de Profesor de Pian și Compoziție. Timp de mai mulți ani a urmat studii de perfecționare cu pianista argentiniană Flora Nudelman, care la rândul ei a studiat sub îndrumarea lui Jorge Lalewicz, discipolul lui Anatole Liadow și Nikolai Rimski-Korsakov,  și, ulterior, cu maestrul rus Hubert Brandenburg.
Deși licențiată în filosofie la Universitatea din Buenos Aires, interesul său pentru cultură și educație ca instrument de dezvoltare personală a îndemnat-o să studieze și alte discipline, urmând cursuri de specializare în arheologie, istorie, istoria muzicii, științe exacte, medicină bioenergetică, jurnalism și publicitate. 
Din 1972 până în 1991 a condus Noua Acropolă din Spania, extinzând activitatea culturală a instituției în peste 30 de orașe din această țară. În 1991, după moartea fondatorului instituției, profesorul Jorge Angel Livraga, a fost desemnată Director internațional al Organizației, asumându-și gestiunea și coordonarea activităților culturale și educative ale Noii Acropole la nivel internațional.
Pentru a promova noile valori din muzică, a inaugurat în 1975 Concursul Internațional de Pian care îi poartă numele, contribuind la desfășurarea lui ca membră a juriului și impulsionând astfel cariera artistică a tinerilor muzicieni profesioniști. Concursul Internațional de Pian Delia Steinberg se organizează anual la Madrid (Spania) și este deschis tinerilor pianiști din întreaga lume. Concursul este recunoscut datorită numărului mare de participanți și a pregătirii tehnice și artistice elevate a acestora. Pentru a promova studiile muzicale la nivel internațional, în 1988, a fondat Institutul de Muzică Tristan, în cadrul căruia a susținut, alături de alți profesori, cursuri avansate de pian. În prezent, Institutul Tristan are centre în Spania, Brazilia, Franța, Israel și Germania, unde desfășoară importante activități de cercetare. A publicat numeroase articole în reviste și alte periodice, abordând teme din domeniul filosofiei, muzicii, istoriei și culturii în general.
Ca directoare și fondatoare (în 1972) a revistei Caiete de cultură din Spania, publică numeroase articole și serii tematice, dintre care putem aminti Între noi, La sfârșitul zilei, Ceva de povestit, Să ne întrebăm, dedicate promovării filosofiei ca disciplină aplicată în viața cotidiană. Din anul 2000 a condus și revista Sfinxul, publicație cu largă difuzare în Spania și în multe țări din America Latină.

## Cărți și manuale publicate
A scris peste 30 de cărți și manuale din tematica filosofiei practice, psihologiei, civilizațiilor antice, astrologiei, etc. Menționăm, printre ele:
- Jocurile Mayei (Madrid, 1980)[15]
- Azi am văzut… (Madrid, 1983)[16]
- Mi s-a spus că... (Madrid, 1984)
- Eroul cotidian. Reflecțiile unui Filosof (Madrid, prima ediție a apărut în mai  1996)[17]
- Pericolele rasismului. Reflecții cu privire la problematica rasismului și alternative filosofice de a-l eradica (împreună cu mai mulți autori) (Madrid, 1997)[18]
- Colecția: Perle de Înțelepciune (Madrid, prima ediție în ianuarie 2002)
- Caracterul conform aștrilor[19]
- Viața de după moarte[20]
- Epocile esoterice ale omului[21]
- Cum se plăsmuiesc visele[22]
- Sufletul femeii[23]
- Libertate și inexorabilitate[24]
- Amintiri și reminiscențe[25]
- Esoterismul practic[26]
- Pentru o mai bună cunoaștere de sine (Madrid, 2004)[27]
- Filosofie pentru viață (Madrid, 2005)[28]
- Ce să facem cu inima și cu mintea? (Madrid, 2005)[29]

Toate acestea au fost publicate în spaniolă și traduse în franceză, engleză, germană, turcă, rusă, cehă, portugheză, greacă și în alte limbi.

## Articole
- Minunata artă de a fi noi înșine[30]